# Монохромазия
Монохромазия (от др.-греч. μόνος — «один» + χρῶμα — «цвет») — отсутствие цветовосприятия. У некоторых видов животных является нормальным состоянием.

## У человека
В случае человека монохромазия, или полная цветовая слепота, встречается крайне редко (менее 0,0001 % населения). Человек с монохромазией различает цвета только по их яркости. Различают две формы монохромазии:
- ахроматопсия или палочковая монохромазия, при которой отсутствуют колбочки и световые волны любой длины воспринимаются как ощущение серого цвета;
- колбочковая монохромазия, при которой разные цвета воспринимаются как какой-то один цветовой тон.

Людей с таким расстройством цветовосприятия называют монохроматами.
Статья Андраша Комароми с соавторами, опубликованная в 2010 году, описала технологию генной терапии для лечения форм ахроматопсии у собак. Ахроматопсия, или полная цветовая слепота, используется в виде идеальной модели для разработки методов генной терапии, направленных на колбочки. Функция колбочек и дневное зрение было восстановлено по крайней мере в течение 33 месяцев у двух молодых собак с ахроматопсией. Для старых собак терапия оказалась менее эффективной.
Остров Пингелап (Федеративные Штаты Микронезии) примечателен тем, что полной цветовой слепотой страдает значительная часть его жителей. Это связывают с эффектом бутылочного горлышка: после катастрофического тайфуна 1775 года и последовавшего за ним голода на острове выжило лишь около 20 человек, а один из них был носителем соответствующего гена.